# Socx
Socx (prononcé [sɔks] ; Soks en néerlandais) est une commune française située dans le département du Nord, en région Hauts-de-France.
La ville est connue pour avoir sur son territoire une des plus grandes usines Coca-Cola d'Europe.

## Géographie

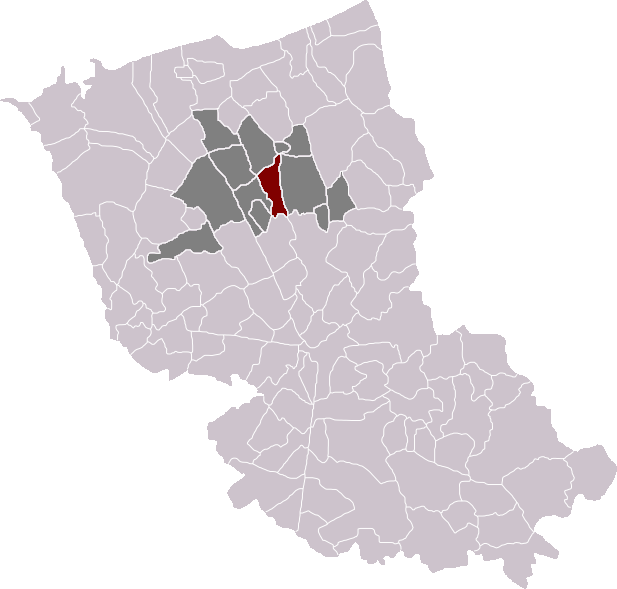
Socx dans son canton et son arrondissement.

### Communes limitrophes
| Steene Bierne | Bergues    |           |
| Crochte       | Socx       | Quaëdypre |
|               | Esquelbecq | Wormhout  |

### Hydrographie

#### Réseau hydrographique
La commune est située dans le bassin Artois-Picardie. Elle est drainée par la Verkerde Becque, le Bierendyck et un autre petit cours d'eau,.

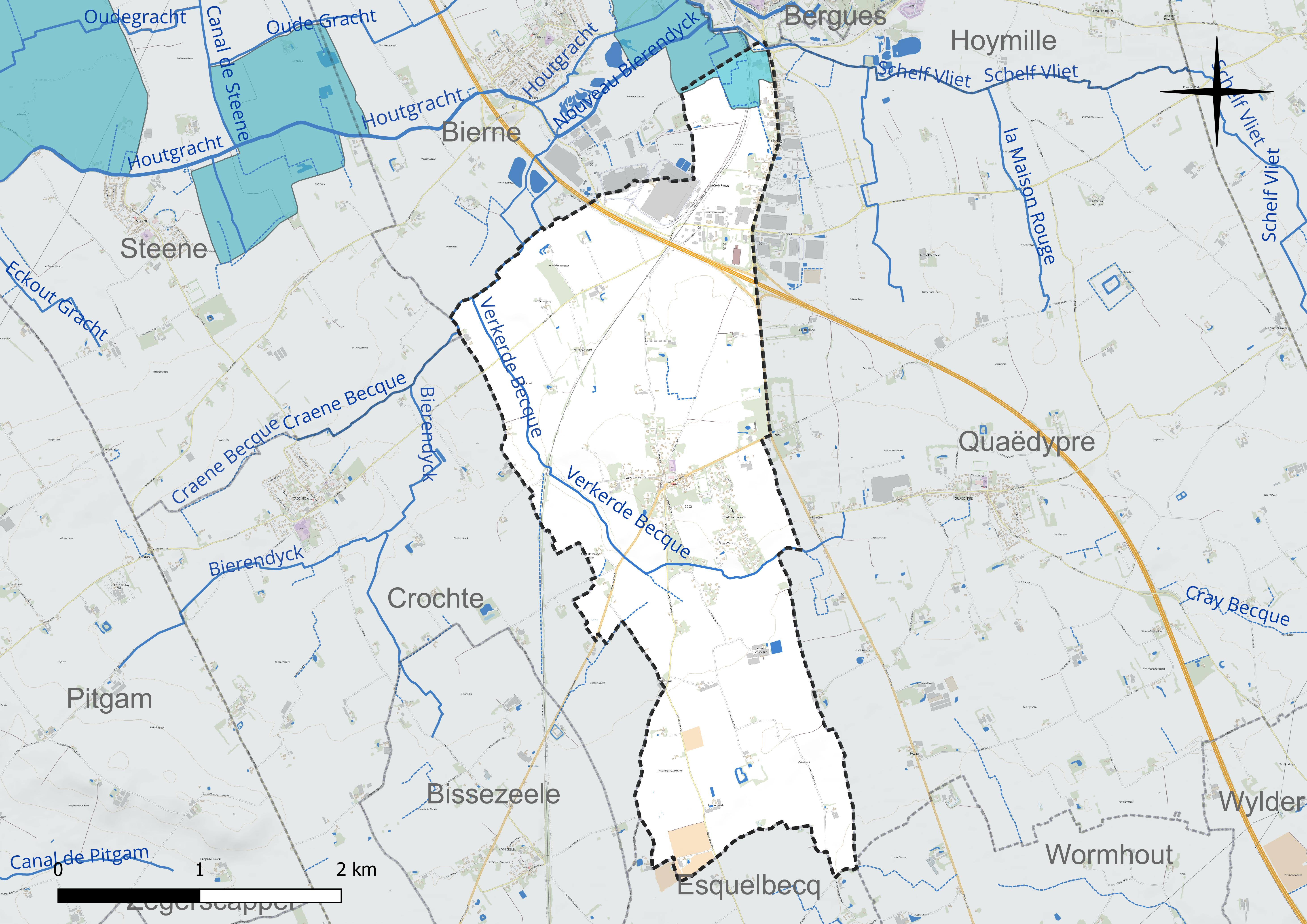
Réseau hydrographique de Socx.

#### Gestion et qualité des eaux
Le territoire communal est couvert par le schéma d'aménagement et de gestion des eaux (SAGE) « Delta de l'Aa ». Ce document de planification concerne un territoire de 1 208 km2 de superficie, délimité par le bassin versant de l'Aa. Le périmètre a été arrêté le 18 août 2000 et le SAGE proprement dit a été approuvé le 15 mars 2010. La structure porteuse de l'élaboration et de la mise en œuvre est l'Institution intercommunale des Wateringues. 
La qualité des cours d'eau peut être consultée sur un site dédié géré par les agences de l'eau et l'Agence française pour la biodiversité. 

### Climat
Pour des articles plus généraux, voir Climat des Hauts-de-France et Climat du Nord.
En 2010, le climat de la commune est de type climat océanique altéré, selon une étude du CNRS s'appuyant sur une série de données couvrant la période 1971-2000. En 2020, Météo-France publie une typologie des climats de la France métropolitaine dans laquelle la commune est exposée à un climat océanique et est dans la région climatique Côtes de la Manche orientale, caractérisée par un faible ensoleillement (1 550 h/an) ; forte humidité de l'air (plus de 20 h/jour avec humidité relative > 80 % en hiver), vents forts fréquents.
Pour la période 1971-2000, la température annuelle moyenne est de 10,5 °C, avec une amplitude thermique annuelle de 13,8 °C. Le cumul annuel moyen de précipitations est de 752 mm, avec 12,4 jours de précipitations en janvier et 8,1 jours en juillet. Pour la période 1991-2020, la température moyenne annuelle observée sur la station météorologique la plus proche, située sur la commune de Dunkerque à 12 km à vol d'oiseau, est de 11,7 °C et le cumul annuel moyen de précipitations est de 690,8 mm,. Pour l'avenir, les paramètres climatiques de la commune estimés pour 2050 selon différents scénarios d'émission de gaz à effet de serre sont consultables sur un site dédié publié par Météo-France en novembre 2022.

## Urbanisme

### Typologie
Au 1er janvier 2024, Socx est catégorisée commune rurale à habitat dispersé, selon la nouvelle grille communale de densité à sept niveaux définie par l'Insee en 2022.
Elle est située hors unité urbaine. Par ailleurs la commune fait partie de l'aire d'attraction de Dunkerque, dont elle est une commune de la couronne,. Cette aire, qui regroupe 66 communes, est catégorisée dans les aires de 200 000 à moins de 700 000 habitants,.

### Occupation des sols
L'occupation des sols de la commune, telle qu'elle ressort de la base de données européenne d'occupation biophysique des sols Corine Land Cover (CLC), est marquée par l'importance des territoires agricoles (84,9 % en 2018), en diminution par rapport à 1990 (89,2 %). La répartition détaillée en 2018 est la suivante :
terres arables (81,4 %), zones urbanisées (7,7 %), zones industrielles ou commerciales et réseaux de communication (6,1 %), prairies (3,5 %), espaces verts artificialisés, non agricoles (1,3 %). L'évolution de l'occupation des sols de la commune et de ses infrastructures peut être observée sur les différentes représentations cartographiques du territoire : la carte de Cassini (XVIIIe siècle), la carte d'état-major (1820-1866) et les cartes ou photos aériennes de l'IGN pour la période actuelle (1950 à aujourd'hui).

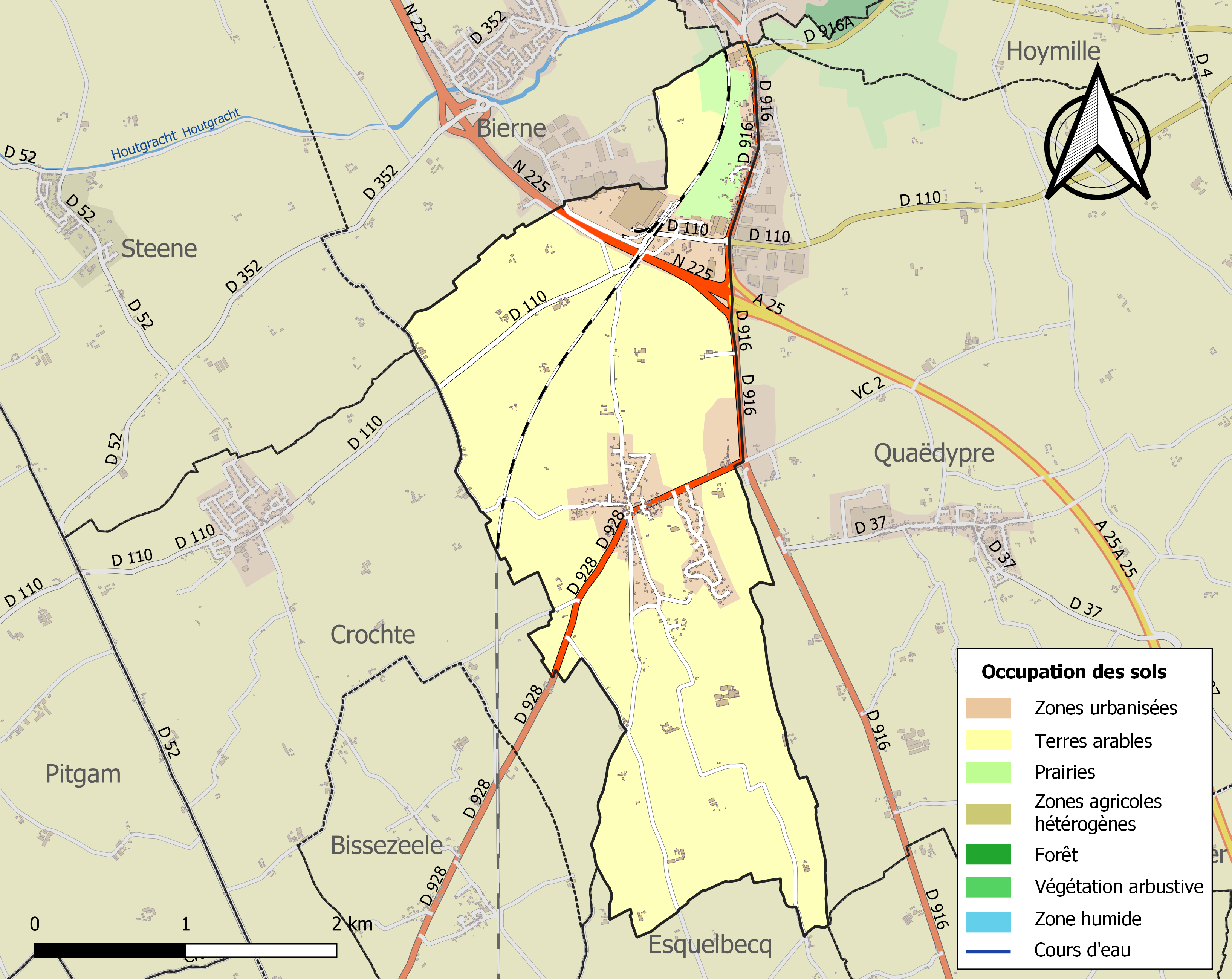
Carte des infrastructures et de l'occupation des sols de la commune en 2018 (CLC).

## Toponymie
Schokes (1206), Scokas (1218)
Le nom proviendrait, comme Chocques, du gaulois *tsukka, pièce (de bois), souche.

## Histoire
En 1067, une charte octroyée par Baudouin V, comte de Flandre, cite « Chocas ». Ce nom devient Chox en 1225, Sox en 1528, avant de prendre son orthographe actuelle. Socx dépendait de la châtellenie de Bergues et du diocèse d'Ypres.
En 1223, un nommé Walter Bloma et sa femme vendent à l'abbaye Saint-Winoc de Bergues une partie de la dîme de Chokes.
Du point de vue religieux, la commune était située dans le diocèse de Thérouanne puis dans le diocèse d'Ypres, doyenné de Bergues.
En 1692, un tremblement de terre a abîmé plusieurs constructions en Flandre, dont l'église de Socx et celle de Noordpeene.
Au moment de la Révolution française, dans le diocèse d'Ypres, le curé de Socx, François Bareel, est un des 5 prêtres, (prêtres d'Uxem, Killem, Quaëdypre, Socx, Rubrouck) sur 67 à accepter de prêter le serment de fidélité à la Révolution (constitution civile du clergé).
En août-septembre 1793, dans le cadre du siège de Dunkerque et de la bataille de Hondschoote, des combats opposèrent à Socx les Français aux ennemis coalisés, notamment le 22 août 1793.
Plus tard, le 6 thermidor an II (24 juillet 1794), un habitant de Quaëdypre rapporte au district de Bergues, l'attitude des soldats cantonnés dans les environs de Quaëdypre, Socx, et communes proches : ils confisquent des denrées dans les fermes et habitations, profèrent des menaces, en particulier vis-à-vis des femmes, rôdent dans les environs, ont déjà tué un enfant en déchargeant leurs armes sans précautions, etc..

### Première Guerre mondiale
En 1914-1918, Ferdinand Foch a établi un temps son quartier général à Socx.
En début 1917, des éléments du Ministère de la guerre belge stationnent à Socx. Ils sont arrivés le 9 octobre 1916, et comprennent un général, quatre commandants, un lieutenant et quarante-trois hommes.
La commune fait partie du commandement d'étapes installé à Rexpoëde de 1915 à 1918 et de celui ayant son siège à Bergues en 1917-1918. Socx fait encore partie en 1917 du commandement d'étapes basé à Quaëdypre et en 1917-1918 celui basé à Bergues. Un commandement d'étapes est un élément de l'armée organisant le stationnement de troupes, comprenant souvent des chevaux, pendant un temps plus ou moins long, sur les communes dépendant du commandement, en arrière du front. Socx a donc accueilli des troupes de passage. Parmi celles-ci peuvent être citées un convoi d'âniers, comptant un officier, 128 hommes de troupe et 840 ânes, ou encore en janvier 1918, un escadron de chasseurs d'Afrique.
En temps de guerre, on ne pouvait circuler librement sans avoir de laissez-passer établi par le maire de sa commune. Le 2 juin 1916, le chef de poste de la prévôté des étapes (gendarmerie) de Socx, dépendant du commandement d'étapes de Rexpoëde, a arrêté deux cultivateurs de Quaëdypre convoyant à Bergues, l'un une voiture de trèfle, l'autre une voiture de paille. Ils n'avaient pas de laissez-passer du maire de leur village. Alerté, le responsable du commandement d'étapes de Rexpoëde a averti téléphoniquement l'intendance des étapes de Dunkerque. Celle-ci a répondu ne pas avoir besoin ni de fourrage ni de paille en ce moment. Les deux cultivateurs pouvaient donc en disposer après avoir demandé un laissez-passer au maire de Quaêdypre.
Le 10 novembre 1916, à la suite de travaux de récolte, a été découvert dans un champ un trou provenant semble-t-il d'un obus non éclaté. Informé par des cultivateurs de Socx, le sergent casernier du commandement d'étapes a prévenu l'arsenal de Bergues. Un maréchal des logis d'artillerie s'est déplacé pour constater par lui-même : il a confirmé la présence d'un obus et va le faire enlever.
Le 16 décembre 1916, le sergent casernier représentant le commandant d'étapes à Socx informe ce dernier qu'un officier supérieur belge ne respecte pas les consignes de sécurité en matière d'occultation de la lumière. Dans la propriété où séjourne cet officier général belge, l'électricité fonctionne dès le matin 6 heures 15 jusqu'au jour, et le soir à partir de 16 heures sans que les volets soient fermés. Les rideaux ou stores installés sont insuffisants pour masquer la lumière. L'éclairage le plus visible est celui fourni par une lampe située dans le vestibule, l'imposte de la porte d'entrée vitrée n'est munie d'aucun rideau.
Le 15 janvier 1917, a eu lieu un accident entre un civil habitant Socx et un train circulant sur la ligne de chemin de fer anglaise : la voiture du civil a été heurtée par un train qui manœuvrait, au passage à niveau situé près de la ferme des Quatre tours, sur le chemin rural de la Croix rouge allant vers les Cinq chemins. Le civil a été très grièvement blessé et conduit à l'hôpital de Bergues, l'enquête est faite par la gendarmerie de Bergues.
La présence de troupes belges va être directement à la source du décès d'un habitant de Socx, un aide-cantonnier de 17 ans, appelé Vanest, circulant à bicyclette, tué sur le coup le 1er février 1917 vers 15 h 30 à proximité de Bissezeele, lors d'un accident de voiture, dans laquelle se trouvait un officier belge.
Le 6 février 1917, entre 21 h 30 et 22 h, un avion ennemi a lancé deux bombes. L'une est tombée à Socx, faubourg de Cassel, sur le hangar d'une ferme, dans lequel il y avait deux voitures. L'autre est tombée à Quaëdypre, dans un champ à proximité du garage des automobiles belges. Il n'y a eu aucune victime humaine.
Le 5 juillet 1917, vers 18 heures, un avion anglais marqué A 3976 a atterri, à la suite d'une panne de moteur, au nord de la commune, dans un champ de foin fauché récemment, en bordure du chemin d'intérêt communal no 110. Les soldats du train cantonnés sur le village ont fourni un piquet de surveillance. L'avion est parti par ses propres moyens le 6 juillet vers 11 heures. Il n'y eut ni victimes, ni dégâts.
Fin août 1917, Socx accueille de l'ordre de 2 000 soldats sur son territoire.
Le 30 août 1917, l'estaminet Belle avenue, tenu par Mme Plancke Louise à Socx est consigné à la troupe (interdit d'accès) pour une période de 8 jours au motif d'avoir reçu des militaires à une heure interdite.

### Seconde Guerre mondiale
Pendant la Seconde Guerre mondiale, l'hôpital de Dunkerque occupée fut transféré dans les bâtiments d'un couvent. Un obus traversa d'ailleurs la tour de l'église, fin XVIe siècle, qui fut restaurée entre 1957 et 1961.

## Héraldique
|  | Les armes de Socx se blasonnent ainsi : D'argent au lion de sable armé et lampassé de gueules à la bordure de gueules |

## Politique et administration
Maire en 1802-1803 : Pierre Gailliaert.
Maire en 1807 : Christiaens.
Maire en 1854 : Mr Vandamme.
Maire en 1883 : Jean Louis Poublanc
Maire de 1892 à 1894 : René Dehaene.
Maire de 1895 à 1914 : R. Dejonghe.
Maire de 1922 à 1925 : I. Van Haecke.
Maire de 1925 à 1931 : I.E. Boonefaes.
Maire de 1931 à 1935 : J. Dewaele (intérim).
Maire de 1935 à 1939 : Paul Vandaele.
Maire de 1951 à 1959 : O. Thibouw.
Maire de 1959 à 1965 : Roger Declercq.
Maire de 1965 à 1977 : Marcel Dewaele.
Maire de 1977 à 1978 au moins : Charles Vandaele.
| Période                                  | Période   | Identité             | Étiquette | Qualité |
| ---------------------------------------- | --------- | -------------------- | --------- | ------- |
| mars 2001                                | mars 2008 | Charles Vandaele     |           |         |
| mars 2008                                | mai 2020  | Christian Ley        |           |         |
| mai 2020                                 | En cours  | Alexandre Rommelaere |           |         |
| Les données manquantes sont à compléter. |           |                      |           |         |

## Population et société

### Démographie

#### Évolution démographique
L'évolution du nombre d'habitants est connue à travers les recensements de la population effectués dans la commune depuis 1793. Pour les communes de moins de 10 000 habitants, une enquête de recensement portant sur toute la population est réalisée tous les cinq ans, les populations de référence des années intermédiaires étant quant à elles estimées par interpolation ou extrapolation. Pour la commune, le premier recensement exhaustif entrant dans le cadre du nouveau dispositif a été réalisé en 2006.

En 2022, la commune comptait 873 habitants, en évolution de −6,53 % par rapport à 2016 (Nord : +0,51 %, France hors Mayotte : +2,11 %).
| 1793 | 1800 | 1806 | 1821 | 1831 | 1836 | 1841 | 1846 | 1851 |
| ---- | ---- | ---- | ---- | ---- | ---- | ---- | ---- | ---- |
| 675  | 710  | 728  | 678  | 771  | 769  | 761  | 779  | 771  |

| 1856 | 1861 | 1866 | 1872 | 1876 | 1881 | 1886 | 1891 | 1896 |
| ---- | ---- | ---- | ---- | ---- | ---- | ---- | ---- | ---- |
| 760  | 728  | 685  | 697  | 740  | 727  | 730  | 750  | 765  |

| 1901 | 1906 | 1911 | 1921 | 1926 | 1931 | 1936 | 1946 | 1954 |
| ---- | ---- | ---- | ---- | ---- | ---- | ---- | ---- | ---- |
| 776  | 790  | 682  | 762  | 728  | 703  | 696  | 823  | 802  |

| 1962 | 1968 | 1975 | 1982 | 1990 | 1999 | 2006 | 2011 | 2016 |
| ---- | ---- | ---- | ---- | ---- | ---- | ---- | ---- | ---- |
| 722  | 710  | 773  | 801  | 962  | 980  | 972  | 956  | 934  |

| 2021 | 2022 | - | - | - | - | - | - | - |
| ---- | ---- | - | - | - | - | - | - | - |
| 890  | 873  | - | - | - | - | - | - | - |

#### Pyramide des âges
En 2018, le taux de personnes d'un âge inférieur à 30 ans s'élève à 29,9 %, soit en dessous de la moyenne départementale (39,5 %). À l'inverse, le taux de personnes d'âge supérieur à 60 ans est de 29,8 % la même année, alors qu'il est de 22,5 % au niveau départemental.
En 2018, la commune comptait 469 hommes pour 459 femmes, soit un taux de 50,54 % d'hommes, largement supérieur au taux départemental (48,23 %).
Les pyramides des âges de la commune et du département s'établissent comme suit.
| Hommes | Classe d’âge | Femmes |
| ------ | ------------ | ------ |
| 0,4    | 90 ou +      | 0,9    |
| 7,8    | 75-89 ans    | 9,6    |
| 20,5   | 60-74 ans    | 20,6   |
| 26,4   | 45-59 ans    | 25,9   |
| 12,9   | 30-44 ans    | 15,1   |
| 16,1   | 15-29 ans    | 12,1   |
| 15,8   | 0-14 ans     | 15,8   |

| Hommes | Classe d’âge | Femmes |
| ------ | ------------ | ------ |
| 0,5    | 90 ou +      | 1,4    |
| 5,3    | 75-89 ans    | 8,1    |
| 14,8   | 60-74 ans    | 16,2   |
| 19,1   | 45-59 ans    | 18,4   |
| 19,5   | 30-44 ans    | 18,7   |
| 20,7   | 15-29 ans    | 19,1   |
| 20,2   | 0-14 ans     | 18     |

## Lieux et monuments
- L'église Saint-Léger XVIe siècle est consacrée à Saint Léger, invoqué pour les maux d'yeux. On peut y admirer des stalles et des reliquaires du XVIIIe siècle. La principale cloche (1700), qui provient du carillon de l'abbaye de Saint-Winoc de Bergues, est ornée d'une danse macabre.

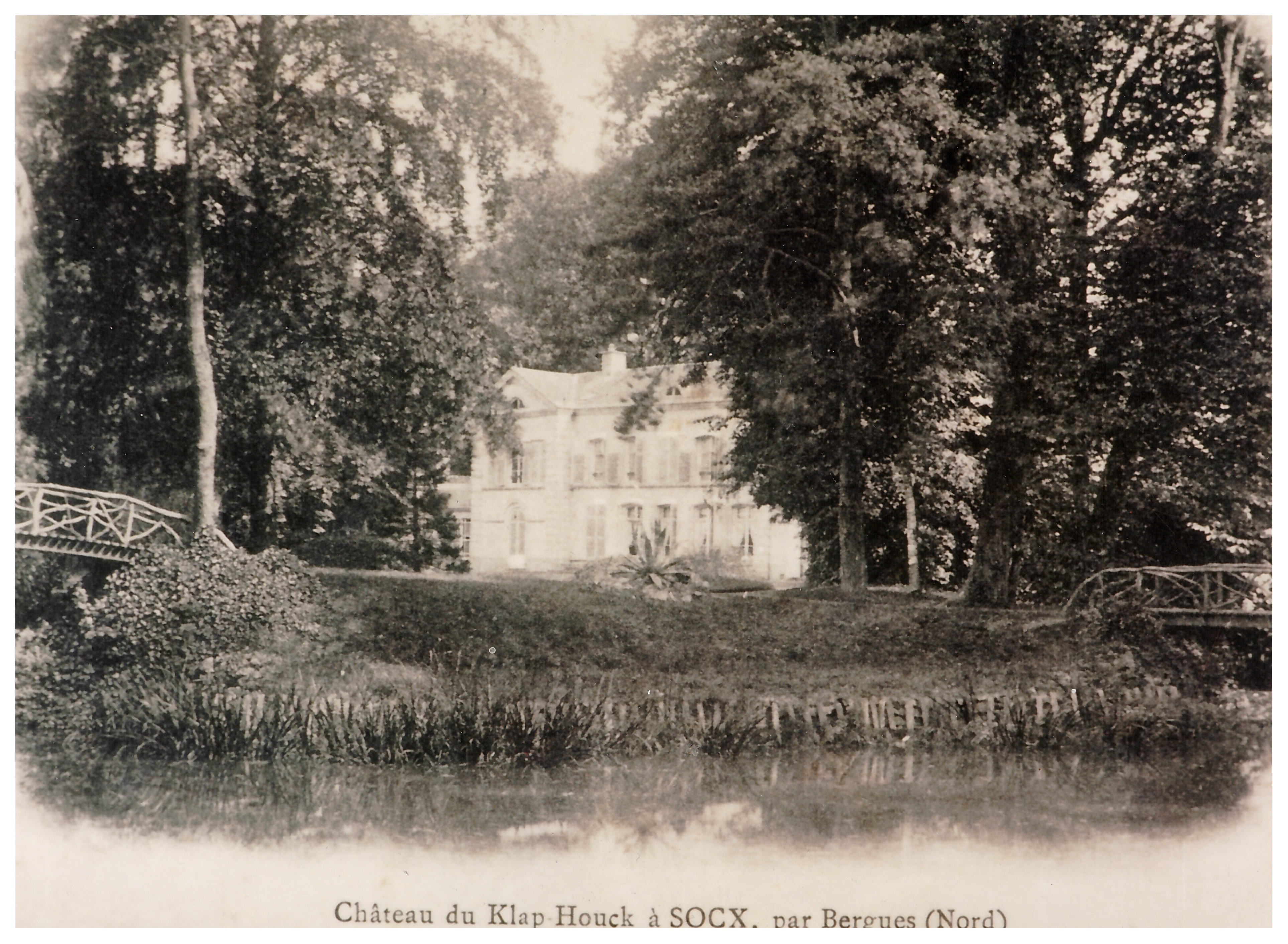
Château de Socx.

- Le château de Socx - Il date de la fin du XVIIIe siècle (1785) tout comme le parc au lieu-dit « le klap-houck », le potager est plus récent. Le château est inscrit à l'I.S.M.H. depuis le 2/11/1976[56]. Le parc et jardin sont inscrits depuis le 2/5/2006. Il s'agit d'une propriété privée.

## Économie

### Agriculture
Socx est située dans la Flandre maritime, riche région agricole.

### Industrie
Socx accueille depuis trente ans une usine Coca-Cola. Il s'agit de la plus grosse usine française de la compagnie qui y emploie près de 350 salariés. En 2018, l'usine a ouvert une septième ligne de production de bouteilles en verre pour boissons gazeuses ou plates et a créé 23 emplois. Coca-Cola investit régulièrement dans son usine de Socx.

## Personnalités liées à la commune
- Louis Marie Debaecque, député du Conseil des Cinq-Cents et  maire de Dunkerque décédé à Socx le 26 septembre 1804.

## Jumelages
- Caton, village du Lancashire, Angleterre

## Pour approfondir